# Marcel Fässler
Marcel Fässler (Einsiedeln, Suiza, 27 de mayo de 1976) es un piloto de automovilismo de velocidad suizo que ha competido profesionalmente en turismos, gran turismos y sport prototipos. Obtuvo victorias en las 24 Horas de Le Mans de 2011, 2012 y 2014, las 24 Horas de Daytona de 2016, las 12 Horas de Sebring de 2013 y 2016, las 24 Horas de Spa de 2007, el Deutsche Tourenwagen Masters y el Campeonato FIA GT, y fue campeón del Open Internacional de GT y el Campeonato Mundial de Resistencia. Desde 2008, Fässler ha competido oficialmente para la marca alemana Audi.

## Carrera

### Inicios
Fässler compitió en karting durante su infancia y adolescencia. Desde 1993 hasta 1995, se formó en la escuela de pilotos Winfield. En su último año en ella, resultó tercero en la Fórmula Renault Campus Francesa. En 1996 ascendió a la Fórmula Renault Francesa, finalizando nuevamente tercero. El suizo disputó la Fórmula 3 Francesa en 1997 y 1998, resultando 11º y cuarto respectivamente. En 1999 pasó a correr la Fórmula 3 Alemana, donde fue subcampeón ante Christijan Albers.

### DTM
Ante el renacimiento del Deutsche Tourenwagen Masters para el año 2000, el equipo HWA contrató a Fässler para pilotar un Mercedes-Benz Clase CLK oficial. Logró seis podios en 16 carreras y finalizó cuarto en el campeonato. En 2001, el piloto ganó una carrera, logró un segundo podio y puntuó en ocho de diez carreras, de modo que quedó cuarto en el clasificador final.
Fässler obtuvo un triunfo, tres podios y ocho arribos en zona de puntos en 2002, por lo que nuevamente terminó cuarto en la tabla de puntos. Su mejor actuación en el DTM fue en 2003, cuando ganó una carrera y subió al podio en cinco de diez carreras, resultando tercero en el campeonato por detrás de sus compañeros de equipo Bernd Schneider y Albers.
Para la temporada 2004 del DTM, Fässler pasó a correr para la marca Opel. Ese año fue piloto del equipo Phoenix, con el que terminó noveno tras lograr dos cuartos puestos y apenas cuatro arribos en zona de puntos en 11 carreras. En 2005 pasó al equipo Holzer, donde pudo lograr solamente dos quintos lugares, un sexto y un octavo, que lo dejaron en la 12.ª colocación final.

### Resistencia y deportivos
Opel se retiró del DTM a fines de 2005, y Fässler no consiguió una plaza en la categoría, por lo que pasó a competir en resistencia. El equipo Swiss Racing lo contrató para disputar la Le Mans Series 2006 en un Courage de la clase LMP1 junto a Harold Primat, y también en las 24 Horas de Le Mans contando como tercer piloto a Philipp Peter. En las 24 Horas de Le Mans debió abandonar, pero logró dos segundos puestos en las cinco carreras de la Le Mans Series, y finalizó octavo en el campeonato de pilotos de LMP1. Por otra parte, llegó segundo absoluto en las 24 Horas de Spa, al volante de un Aston Martin DBR9 GT1 del equipo Phoenix, tripulado por Andrea Piccini, Jean-Denis Délétraz y Stéphane Lemeret.
En 2007, Fässler disputó la carrera de México del A1 Grand Prix representando a su país. A continuación, el suizo volvió a correr para Swiss Spirit, esta vez con un Lola-Audi de la clase LMP1 junto de Délétraz y Iradj Alexander. Disputó dos carreras: terminó tercero en los 1000 km de Venecia de la Le Mans Series, y abandonó en las 24 Horas de Le Mans. Luego, ganó en las 24 Horas de Spa con un Chevrolet Corvette GT1 de Phoenix Carsport, acompañando a Délétraz, Mike Hezemans y Fabrizio Gollin, y abandonó en la otra fecha belga del Campeonato FIA GT, las 2 Horas de Zolder, con un Aston Martin DBR9 GT1 de Phoenix tripulado también por Gollin.
Phoenix Carsport le dio a Fässler una butaca permanente en uno de sus Chevrolet Corvette para el Campeonato FIA GT 2008. Pilotando junto a Délétraz, venció en dos carreras y subió al podio en 5 de 11. De ese modo, terminó séptimo en el campeonato de pilotos de GT1 y que Phoenix Carsport terminara segundo en el campeonato de equipos. En las 24 Horas de Le Mans, el suizo fue piloto de Oreca junto a Olivier Panis y Simon Pagenaud en un Courage-Oreca de la clase LMP1, debiendo retirarse nuevamente. El piloto también corrió dos carreras de la American Le Mans Series con un Audi R10 TDI oficial. Acompañado de Emanuele Pirro, finalizó segundo absoluto en Road America y fue excluido técnicamente en Detroit. Por otra parte, finalizó octavo en la clase GTA del Open Internacional de GT con una Ferrari F430 del equipo Trottet.
Fässler tuvo un año 2009 muy agitado, con numerosas carreras en Europa y América del Norte. Fue tercer piloto en un Chevrolet Corvette oficial en las tres principales carreras de resistencia del ACO, acompañando a Olivier Beretta y Oliver Gavin. Llegó segundo en la clase GT1 en las 12 Horas de Sebring, abandonó en las 24 Horas de Le Mans y llegó cuarto en su clase en Petit Le Mans. Disputó las cinco fechas de la Le Mans Series en un Lola-Aston Martin de Sebah junto a Andrea Belicchi y Nicolas Prost, logrando un segundo puesto absoluto en los 1000 km de Silverstone y el décimo puesto en el campeonato de pilotos de LMP1. Al volante de un Ferrari F430 del equipo Trottet y con Joël Camathias como compañero de butaca, fue campeón de la clase Super GT del Open Internacional de GT. Finalmente, disputó las 24 Horas de Nürburgring y las 24 Horas de Spa en un Audi R8 oficial del equipo Phoenix, contando como compañero a Marc Basseng entre otros, donde llegó quinto y tercero respectivamente, además de vencedor de clase en la prueba belga.
En 2010, Audi volvió a utilizar a Fässler en su programa oficial en las carreras de resistencia del ACO, ahora colocándolo en un Audi R15 TDI junto a André Lotterer y Benoît Tréluyer. El piloto llegó retrasado en los 1000 km de Spa-Francorchamps de la Le Mans Series, terminó segundo en las 24 Horas de Le Mans, y llegó sexto en Petit Le Mans. Asimismo, disputó las 24 Horas de Spa nuevamente en un Audi R8 del equipo Phoenix, contando como compañeros de butaca a Lucas Luhr, Mike Rockenfeller y Anthony Kumpen, donde debió retirarse de la prueba.
Fässler expandió su programa con Audi a dos campeonatos completos para 2011. Corrió seis de las siete carreras de la Copa Intercontinental Le Mans con el nuevo Audi R18 TDI. Formando tripulación con Lotterer y Tréluyer, terminó quinto en los 1000 km de Spa-Francorchamps y ganó en las 24 Horas de Le Mans. Las demás carreras las disputó acompañado de Timo Bernhard, logrando tres podios para la marca. Simultáneamente, participó en cuatro de las cinco carreras de la Blancpain Endurance Series en un Audi R8. En las 24 Horas de Le Mans lo hizo junto a Piccini y Rockenfeller para el equipo Phoenix, en tanto que las demás compitió para WRT junto a Piccini y Gregory Franchi. Logró un tercer y un cuarto puesto como mejores resultados, que le significaron quedar 15º en el campeonato de pilotos. También corrió para Phoenix en las 24 Horas de Nürburgring, acompañado de Basseng, Rockenfeller y Frank Stippler, donde terminó tercero.

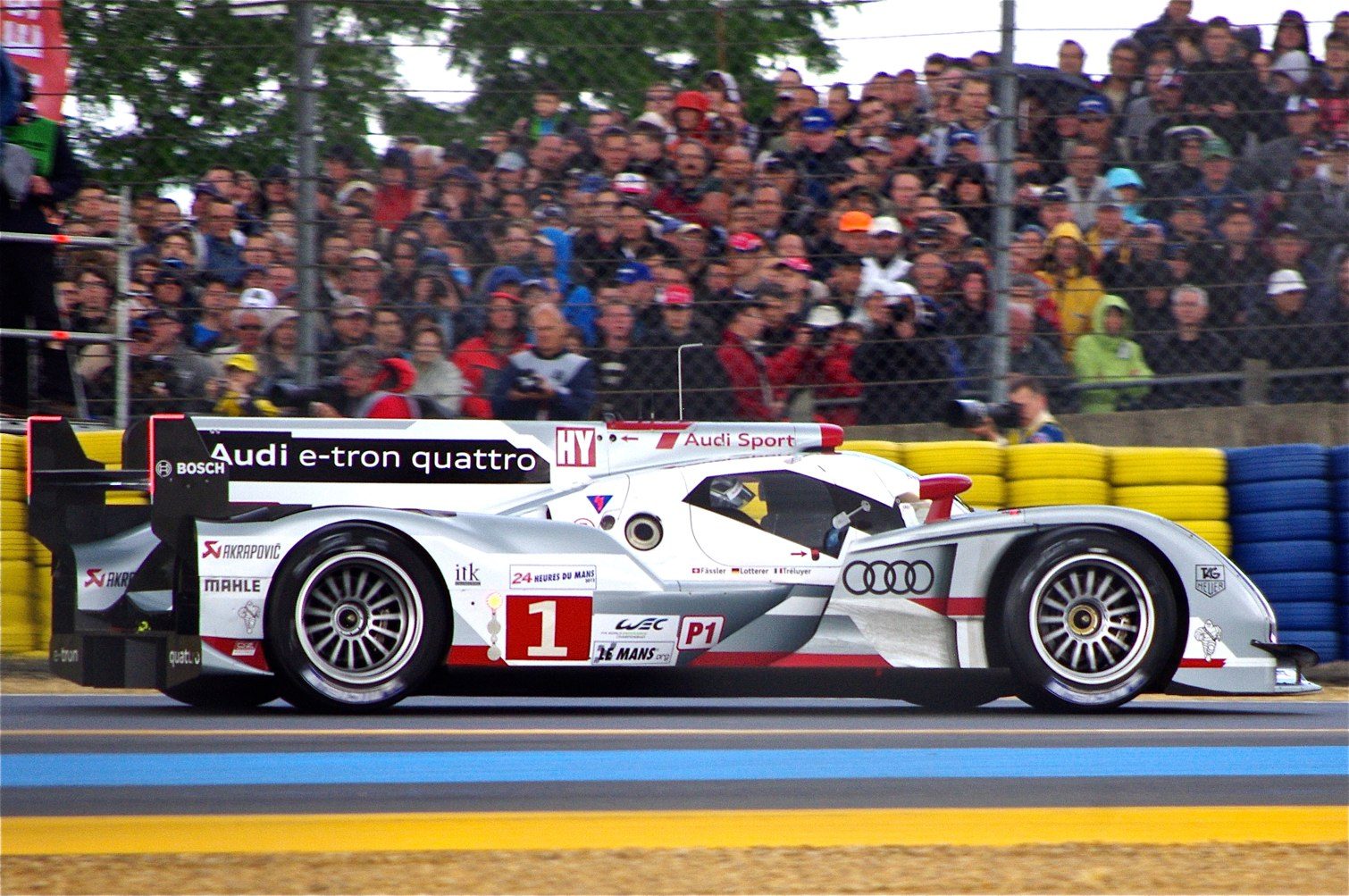
Audi ganador de Le Mans 2012.

La Copa Intercontinental Le Mans se convirtió en el Campeonato Mundial de Resistencia para la temporada 2012. Junto a Lotterer y Tréluyer, el suizo ganó las 24 Horas de Le Mans y las fechas de Silverstone y Baréin, además de sumar tres segundos puestos, de modo que obtuvo el título de pilotos de LMP1 y contribuyó a que Audi ganara el campeonato de marcas. También disputó las 24 Horas de Spa con un Audi R8 oficial del equipo Phoenix, acompañado de Lotterer y Tom Kristensen, arribando en el sexto puesto.
En 2013, Fässler acumuló tres triunfos y seis podios en el Campeonato Mundial de Resistencia junto a Lotterer y Tréluyer, resultando así subcampeón de pilotos de LMP1, por detrás de sus compañeros de equipo McNish, Kristensen y Duval. Por otra parte, triunfó en las 12 Horas de Sebring junto a Tréluyer y Oliver Jarvis, llegó quinto en las 24 Horas de Nürburgring con un Audi R8 de Phoenix, y disputó las 24 Horas de Spa con WRT.
El año siguiente, Tréluyer, Lotterer y Fässler triunfaron en las 24 Horas de Le Mans y en Austin, pero después en las seis fechas restantes del Campeonato Mundial de Resistencia consiguieron solamente dos cuartos puestos, resultando subcampeones por detrás de Sebastien Buemi y Anthony Davidson.
El suizo triunfó en 2015 en las fechas de Silverstone y Spa-Francorchamps, en tanto que obtuvo dos segundos puestos y acabó tercero en Le Mans y las demás fechas. Por tanto, fue subcampeón de pilotos y de marcas.
En 2016, Fässler logró tres podios en el Campeonato Mundial de Resistencia con Audi, terminando 13º en la tabla de pilotos. También fue invitado a disputar las 24 Horas de Daytona, las 12 Horas de Sebring y la Petit Le Mans del IMSA SportsCar Championship con el equipo oficial Corvette, logrando la victoria de clase en las dos primeras junto a Oliver Gavin y Tommy Milner.
En 2017 pasó al Blancpain GT Series Sprint Cup con un Audi R8 LMS, donde fue quinto en el campeonato. Luego de esto continuó corriendo para Corvette en IMSA  y en las 24 Horas de Le Mans.

## Resultados

### 24 Horas de Le Mans
| Año     | Equipo                | Copilotos                           | Automóvil               | Clase   | Vueltas | Pos. | Pos. Clase |
| ------- | --------------------- | ----------------------------------- | ----------------------- | ------- | ------- | ---- | ---------- |
| 2006    | Swiss Spirit          | Harold Primat Philipp Peter         | Courage LC70-Judd       | LMP1    | 132     | DNF  | DNF        |
| 2007    | Swiss Spirit          | Jean-Denis Délétraz Iradj Alexander | Lola B07/18-Audi        | LMP1    | 62      | DNF  | DNF        |
| 2008    | Team Oreca-Matmut     | Olivier Panis Simon Pagenaud        | Courage-Oreca LC70-Judd | LMP1    | 147     | DNF  | DNF        |
| 2009    | Corvette Racing       | Oliver Gavin Olivier Beretta        | Chevrolet Corvette C6.R | GT1     | 311     | DNF  | DNF        |
| 2010    | Audi Sport Team Joest | André Lotterer Benoît Tréluyer      | Audi R15 TDI plus       | LMP1    | 396     | 2.º  | 2.º        |
| 2011    | Audi Sport Team Joest | André Lotterer Benoît Tréluyer      | Audi R18 TDI            | LMP1    | 355     | 1.º  | 1.º        |
| 2012    | Audi Sport Team Joest | André Lotterer Benoît Tréluyer      | Audi R18 e-tron quattro | LMP1    | 378     | 1.º  | 1.º        |
| 2013    | Audi Sport Team Joest | André Lotterer Benoît Tréluyer      | Audi R18 e-tron quattro | LMP1    | 338     | 5.º  | 5.º        |
| 2014    | Audi Sport Team Joest | André Lotterer Benoît Tréluyer      | Audi R18 e-tron quattro | LMP1-H  | 379     | 1.º  | 1.º        |
| 2015    | Audi Sport Team Joest | André Lotterer Benoît Tréluyer      | Audi R18 e-tron quattro | LMP1    | 393     | 3.º  | 3.º        |
| 2016    | Audi Sport Team Joest | André Lotterer Benoît Tréluyer      | Audi R18                | LMP1    | 367     | 4.º  | 4.º        |
| 2017    | Corvette Racing - GM  | Tommy Milner Oliver Gavin           | Chevrolet Corvette C7.R | GTE Pro | 335     | 24.º | 8.º        |
| 2018    | Corvette Racing - GM  | Tommy Milner Oliver Gavin           | Chevrolet Corvette C7.R | GTE Pro | 259     | DNF  | DNF        |
| 2019    | Corvette Racing       | Tommy Milner Oliver Gavin           | Chevrolet Corvette C7.R | GTE Pro | 82      | DNF  | DNF        |
| Fuente: |                       |                                     |                         |         |         |      |            |

### Campeonato Mundial de Resistencia de la FIA
(Clave) (negrita indica pole position) (cursiva indica vuelta rápida)

| Año  | Escudería             | Clase | Automóvil               | 1   | 2   | 3   | 4   | 5   | 6   | 7   | 8   | 9   | Pos. | Puntos | Ref.  |
| ---- | --------------------- | ----- | ----------------------- | --- | --- | --- | --- | --- | --- | --- | --- | --- | ---- | ------ | ----- |
| 2012 | Audi Sport Team Joest | LMP1  | Audi R18 e-tron quattro | SEB | SPA | LMS | SIL | SÃO | BHR | FUJ | SHA |     | 1.º  | 172.5  | [ 2 ] |
| 2012 | Audi Sport Team Joest | LMP1  | Audi R18 e-tron quattro | 11  | 2   | 1   | 1   | 2   | 1   | 2   | 3   |     | 1.º  | 172.5  | [ 2 ] |
| 2013 | Audi Sport Team Joest | LMP1  | Audi R18 e-tron quattro | SIL | SPA | LMS | SÃO | COA | FUJ | SHA | BHR |     | 2.º  | 149.25 | [ 3 ] |
| 2013 | Audi Sport Team Joest | LMP1  | Audi R18 e-tron quattro | 2   | 1   | 5   | 1   | 3   | 14  | 1   | 2   |     | 2.º  | 149.25 | [ 3 ] |
| 2014 | Audi Sport Team Joest | LMP1  | Audi R18 e-tron quattro | SIL | SPA | LMS | COA | FUJ | SHA | BHR | SÃO |     | 2.º  | 127    | [ 4 ] |
| 2014 | Audi Sport Team Joest | LMP1  | Audi R18 e-tron quattro | Ret | 5   | 1   | 1   | 6   | 4   | 4   | 5   |     | 2.º  | 127    | [ 4 ] |
| 2015 | Audi Sport Team Joest | LMP1  | Audi R18 e-tron quattro | SIL | SPA | LMS | NÜR | COA | FUJ | SHA | BHR |     | 2.º  | 161    | [ 5 ] |
| 2015 | Audi Sport Team Joest | LMP1  | Audi R18 e-tron quattro | 1   | 1   | 3   | 3   | 2   | 3   | 3   | 2   |     | 2.º  | 161    | [ 5 ] |
| 2016 | Audi Sport Team Joest | LMP1  | Audi R18                | SIL | SPA | LMS | NÜR | MEX | COA | FUJ | SHA | BHR | 5.º  | 104    | [ 6 ] |
| 2016 | Audi Sport Team Joest | LMP1  | Audi R18                | EX  | 5   | 4   | 3   | 2   | 6   | Ret | 6   | 2   | 5.º  | 104    | [ 6 ] |